# Rubik’s Rabbits

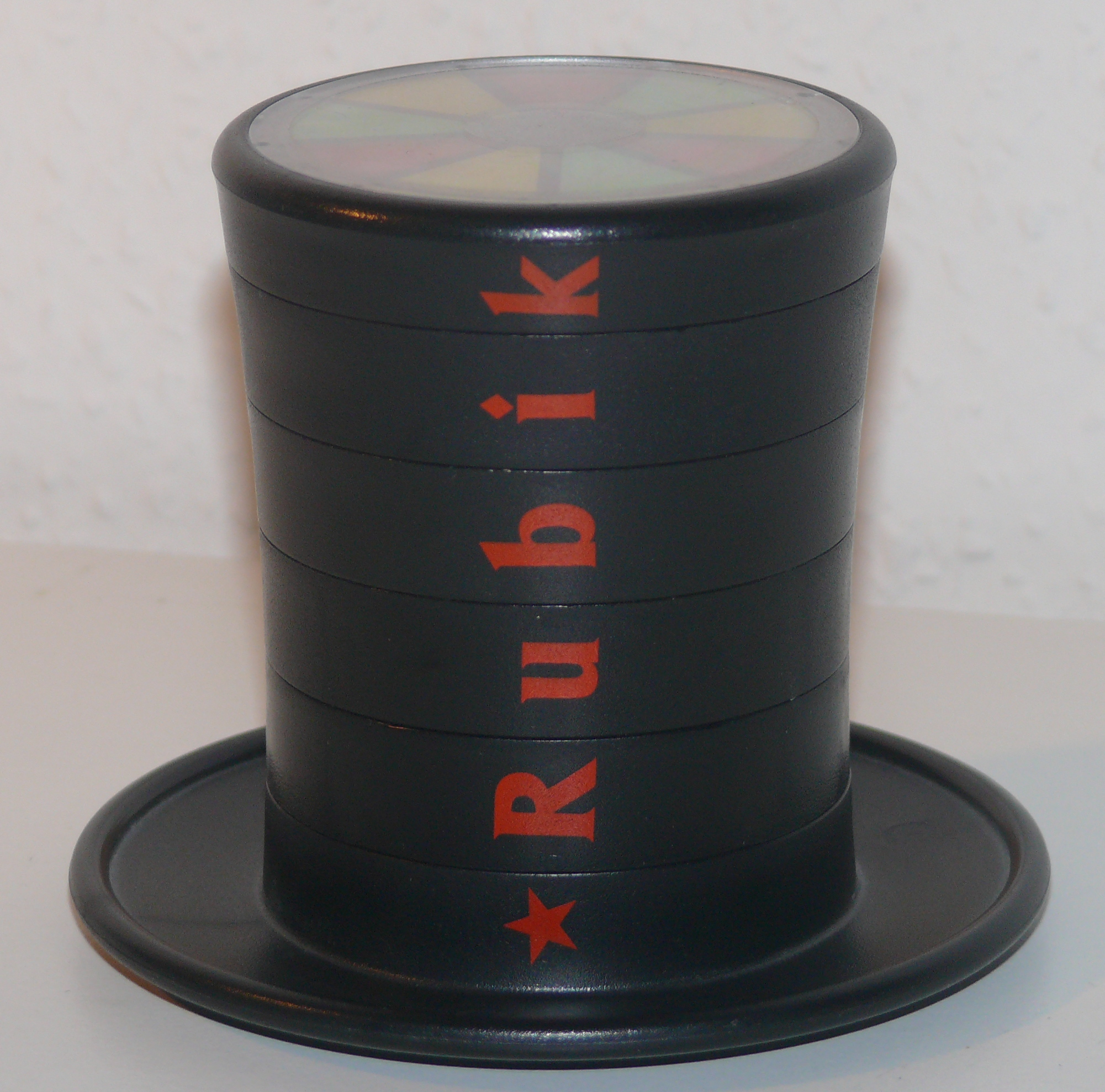
Rubik’s Rabbits (Frontansicht)

Rubik’s Rabbits ist ein mathematisches Geduldsspiel, das von Ernő Rubik entwickelt wurde. Es war allerdings bei weitem nicht so erfolgreich wie der auch von ihm erfundene Zauberwürfel (Rubik’s Cube).
Das Spiel hat die Form eines Zylinders, der aus 6 Ebenen besteht. Über der Hutkrempe befinden sich somit 5 bewegliche Scheiben. Diese lassen sich einzeln auf 9 verschiedene Positionen drehen. Das ist sowohl im, als auch gegen den Uhrzeigersinn möglich.
Beim Blick durch die transparente Unterseite des Zylinders lassen sich im Gegenlicht Hasen erkennen. Die Oberseite des Puzzles ist farbig (rot, gelb und grün), so dass die Tiere unterschiedliche Farben annehmen. Je nach Position der einzelnen Ebenen werden sie jedoch verdeckt.

## Ziel des Spiels
Ziel des Spiels ist es, alle 9 Hasen sichtbar zu machen.
Durch die statische untere Ebene und die 5 aufgesetzten Filter entstehen 95 = 59049 Möglichkeiten. Auf diesen Aspekt reduziert gehört das Puzzle daher zu den eher einfachen Rätseln der Rubik-Kollektion (der klassische Zauberwürfel bietet mehr als 43 Trillionen Kombinationsmöglichkeiten).